# Lutjanidae
Lutjanidés
Famille
Les Lutjanidae (lutjanidés en français) sont une famille de poissons téléostéens, regroupant une quinzaine de genres répartis en quatre sous-familles. De nombreuses espèces appartenant à plusieurs genres de cette famille portent le nom vernaculaire de vivaneau ; en anglais, ils constituent le groupe dénommé snappers.

## Description et caractéristiques
Ce sont des poissons marins, même si certains peuvent fréquenter les estuaires saumâtres pour se nourrir. On les trouve principalement dans les mers tropicales et subtropicales, des trois principaux bassins océaniques. Ce sont généralement des poissons démersaux, et certains peuvent vivre jusqu'à 450 m de profondeur. 
Les plus grandes espèces peuvent mesurer jusqu'à 1 m de long. La plupart sont des prédateurs de crustacés et de petits poissons, mais plusieurs sont aussi planctonivores. 
La nageoire dorsale est continue ou séparée par de légères dépressions. Elle contient 10 à 12 épines dures, et 10-17 rayons mous. La nageoire anale est soutenue par trois épines et 7-11 rayons mous. Les pelviennes sont situées très en avant du corps, juste sous la base des pectorale. La bouche est terminale, moyenne ou grande. Les mâchoires portent de grandes canines, et de petites dents palatines. Ces poissons ont sept rayons branchiostégaux, et 24 vertèbres (10 + 14). 
La plupart des espèces sont comestibles et font l'objet d'une pêche commerciale parfois importante ; cependant certaines peuvent être sujettes à la ciguatera, les rendant impropres à la consommation. Certaines espèces sont utilisées en aquariophilie, où elles tiennent bien, mais leur croissance est trop rapide.

## Liste des sous-familles et genres
Selon World Register of Marine Species (5 novembre 2014) :
- sous-famille Apsilinae
  - genre Apsilus Valenciennes in Cuvier et Valenciennes, 1830
  - genre Lipocheilus Anderson, Talwar et Johnson, 1977
  - genre Paracaesio Bleeker, 1875
  - genre Parapristipomoides Kami, 1973
- sous-famille Etelinae
  - genre Aphareus Cuvier in Cuvier et Valenciennes, 1830
  - genre Aprion Valenciennes in Cuvier et Valenciennes, 1830
  - genre Etelis Cuvier In Cuvier et Valenciennes, 1828
  - genre Pristipomoides Bleeker, 1852
  - genre Randallichthys Anderson, Kami et Johnson, 1977
- sous-famille Lutjaninae
  - genre Hoplopagrus Gill, 1861
  - genre Lutjanus Bloch, 1790
  - genre Macolor Bleeker, 1860
  - genre Ocyurus Gill, 1862
  - genre Pinjalo Bleeker, 1873
  - genre Rhomboplites Gill, 1862
- sous-famille Paradichthyinae
  - genre Symphorichthys Munro, 1967
  - genre Symphorus Günther, 1872

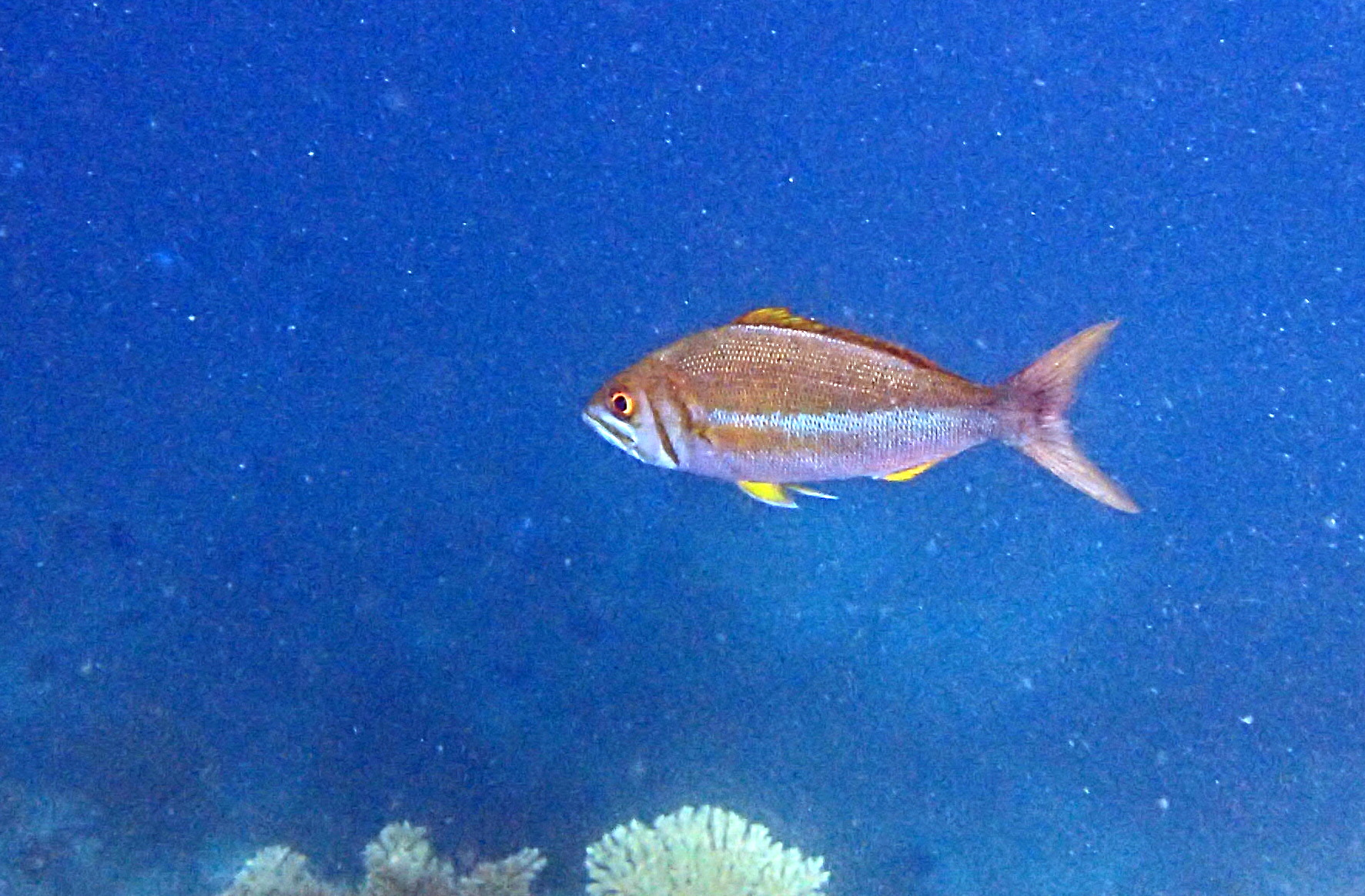
Aphareus furca
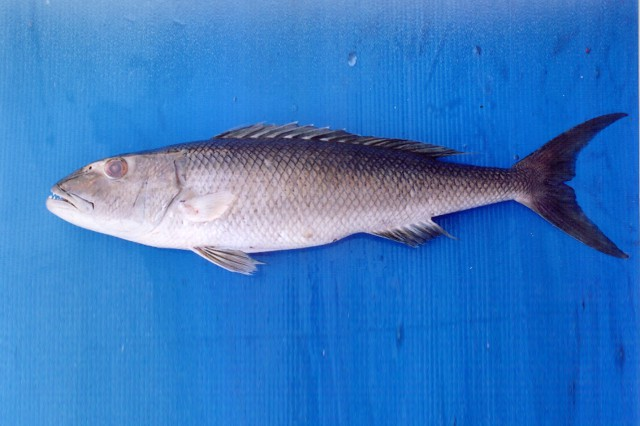
Aprion virescens
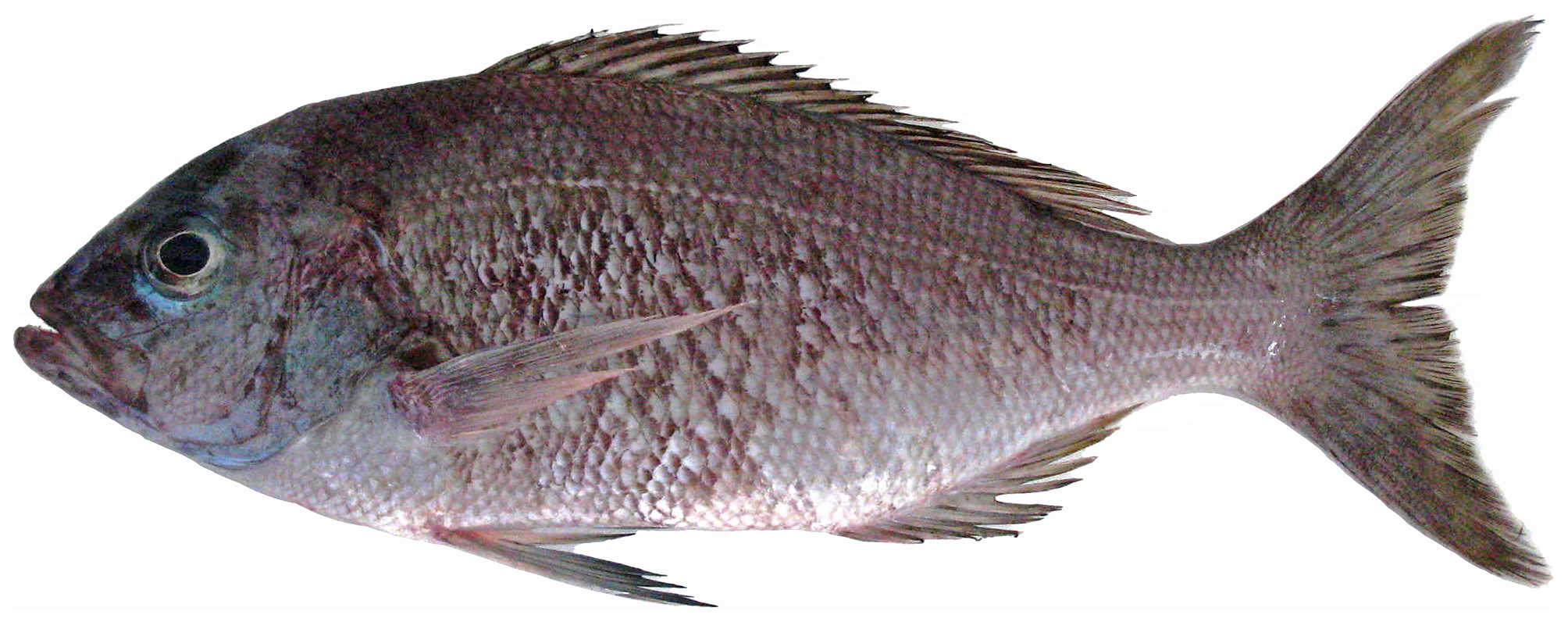
Apsilus dentatus
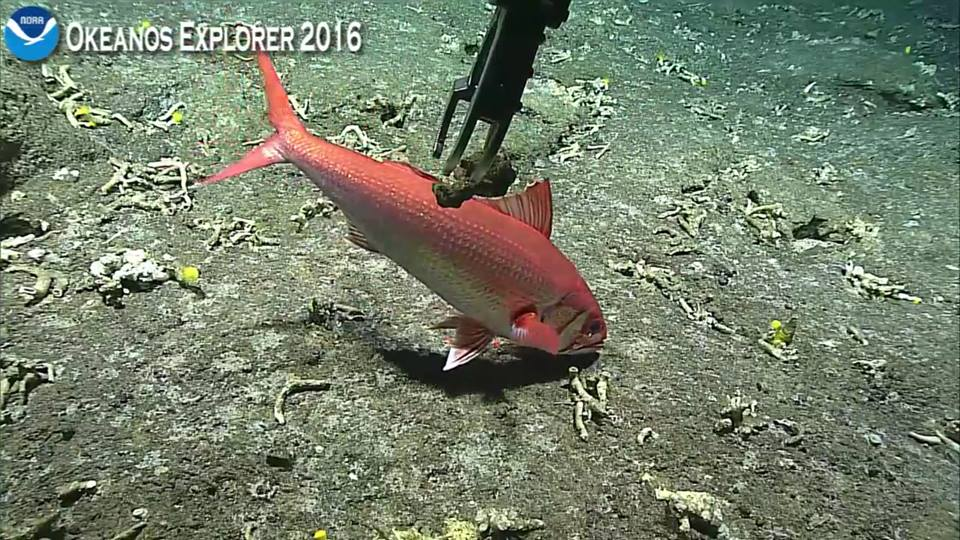
Etelis radiosus
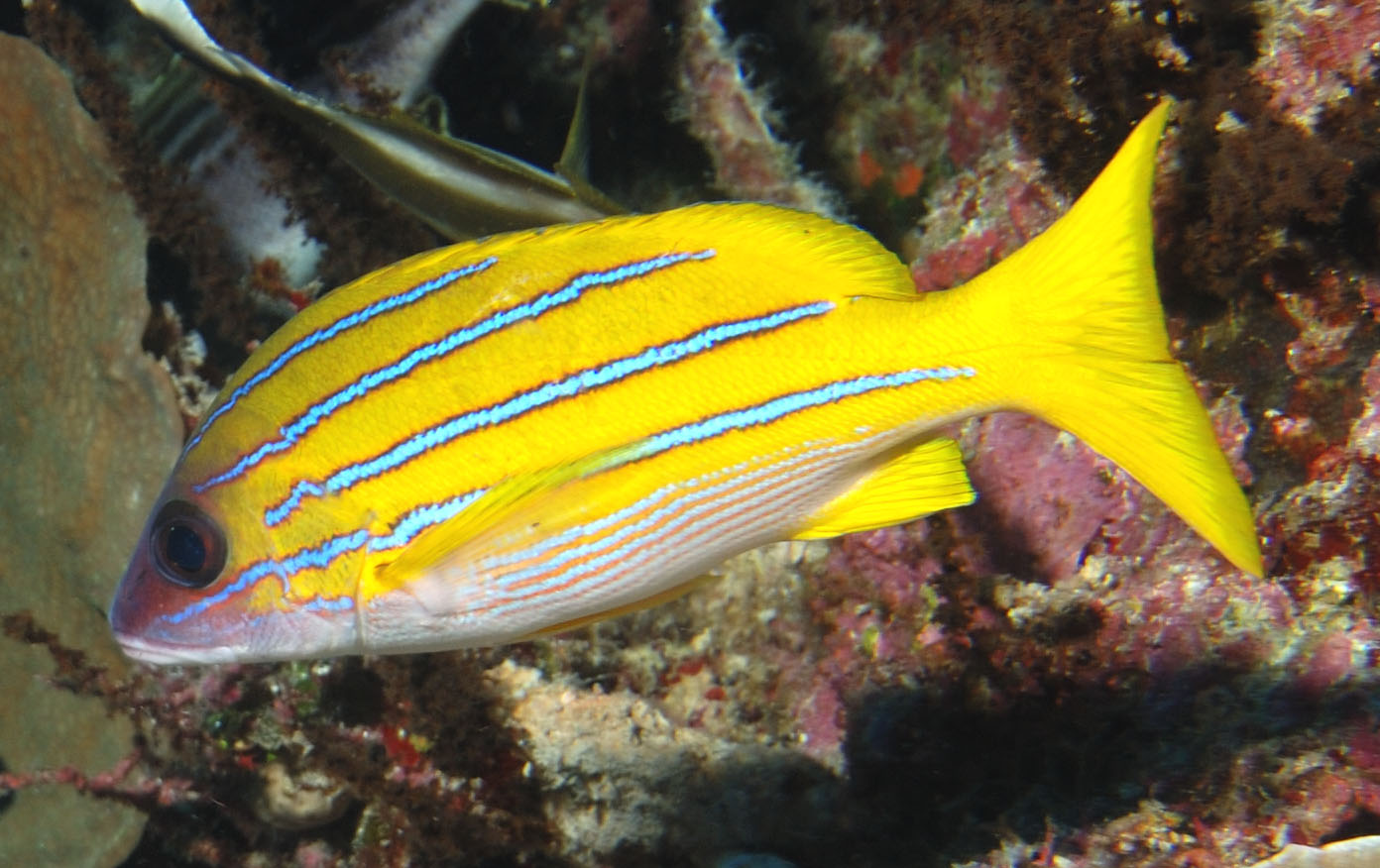
Lutjanus kasmira
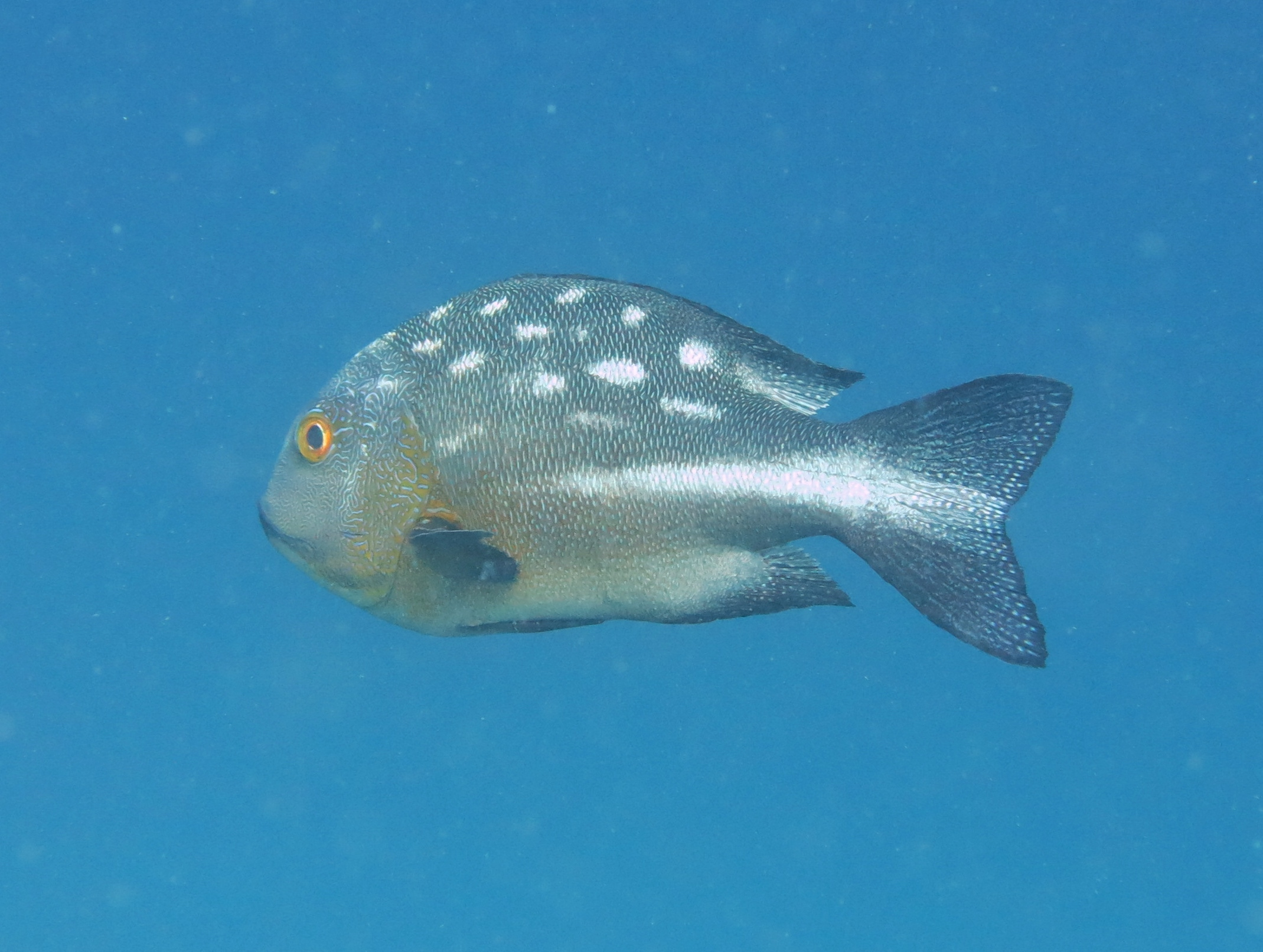
Macolor macularis
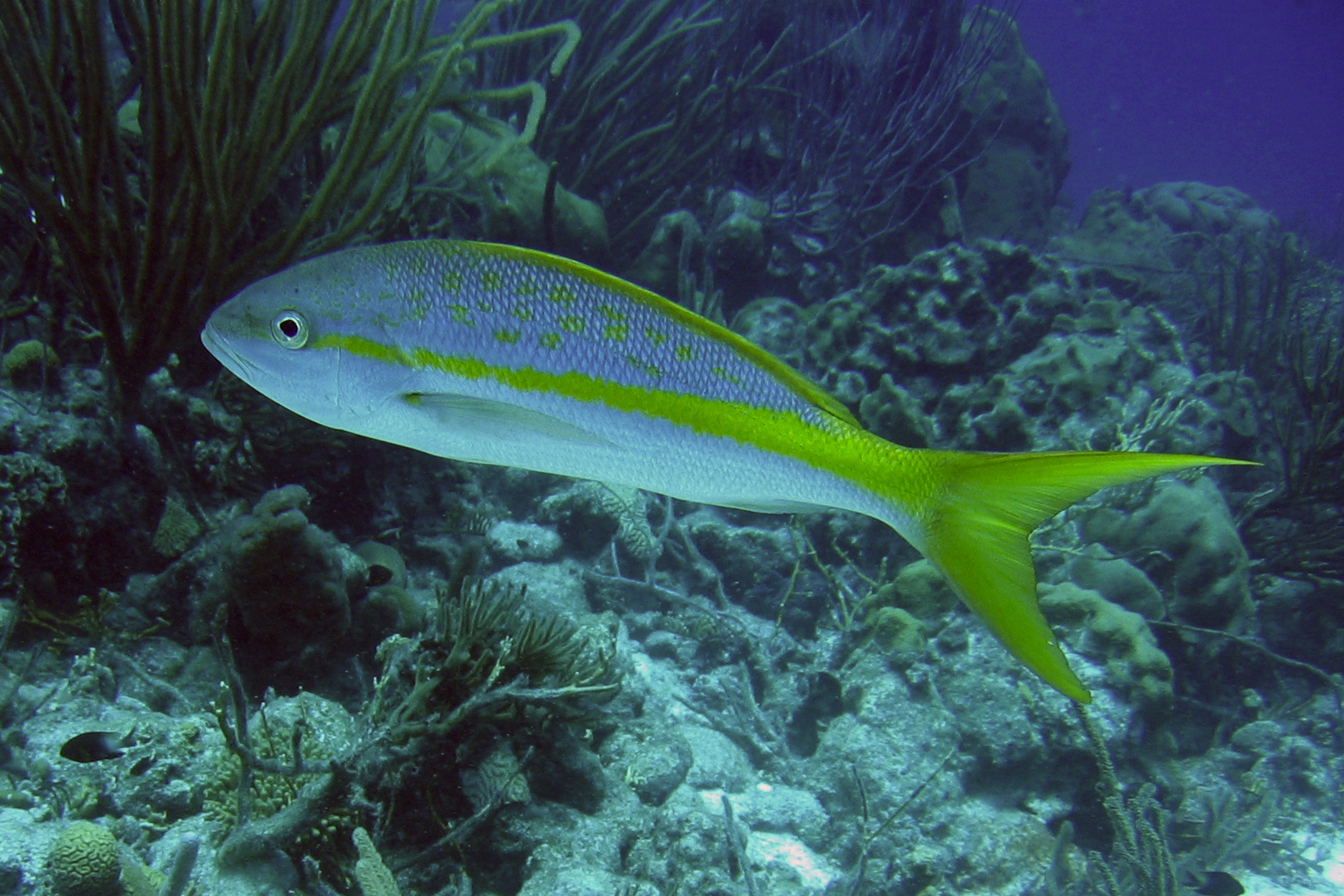
Ocyurus chrysurus
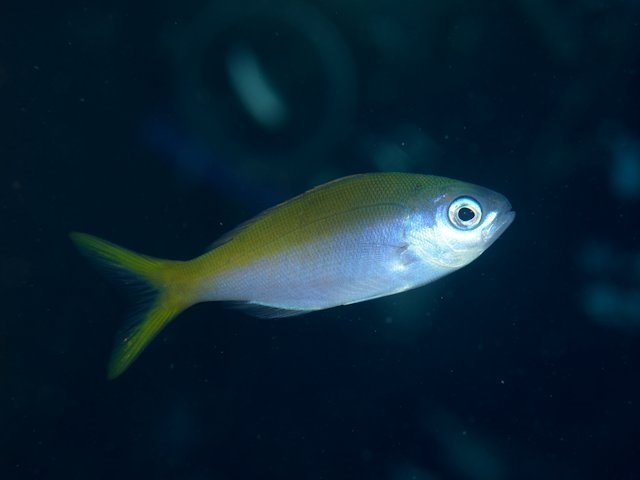
Paracaesio xanthura
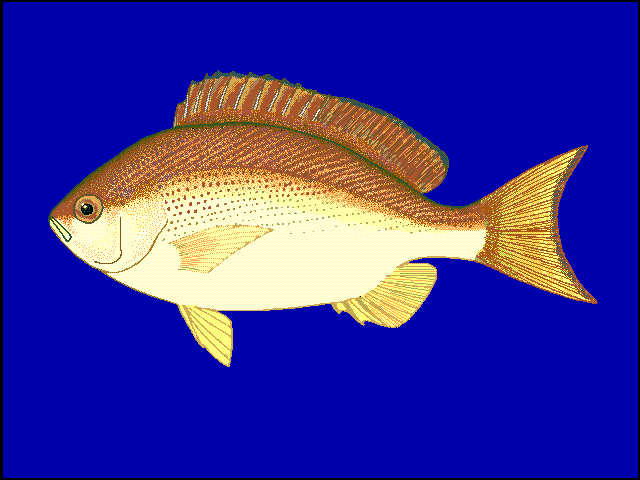
Pinjalo pinjalo
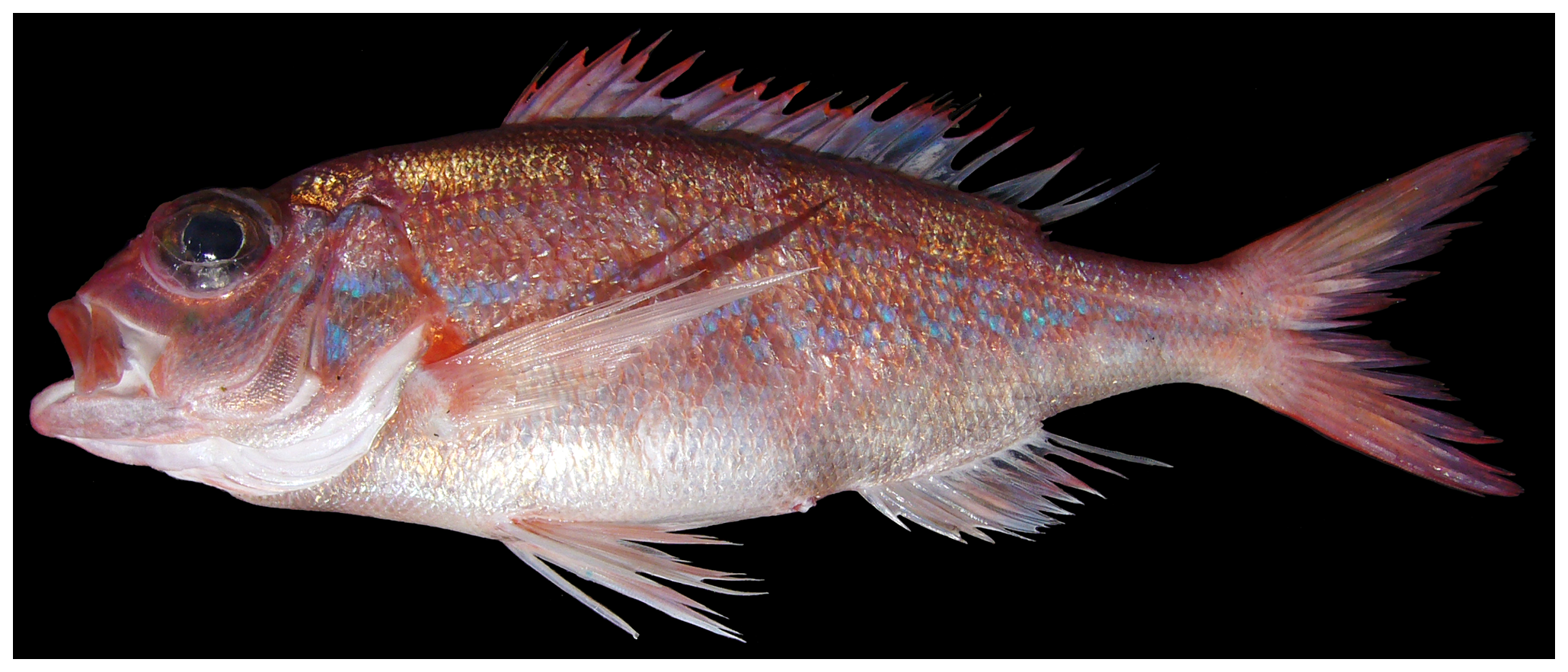
Pristipomoides aquilonaris
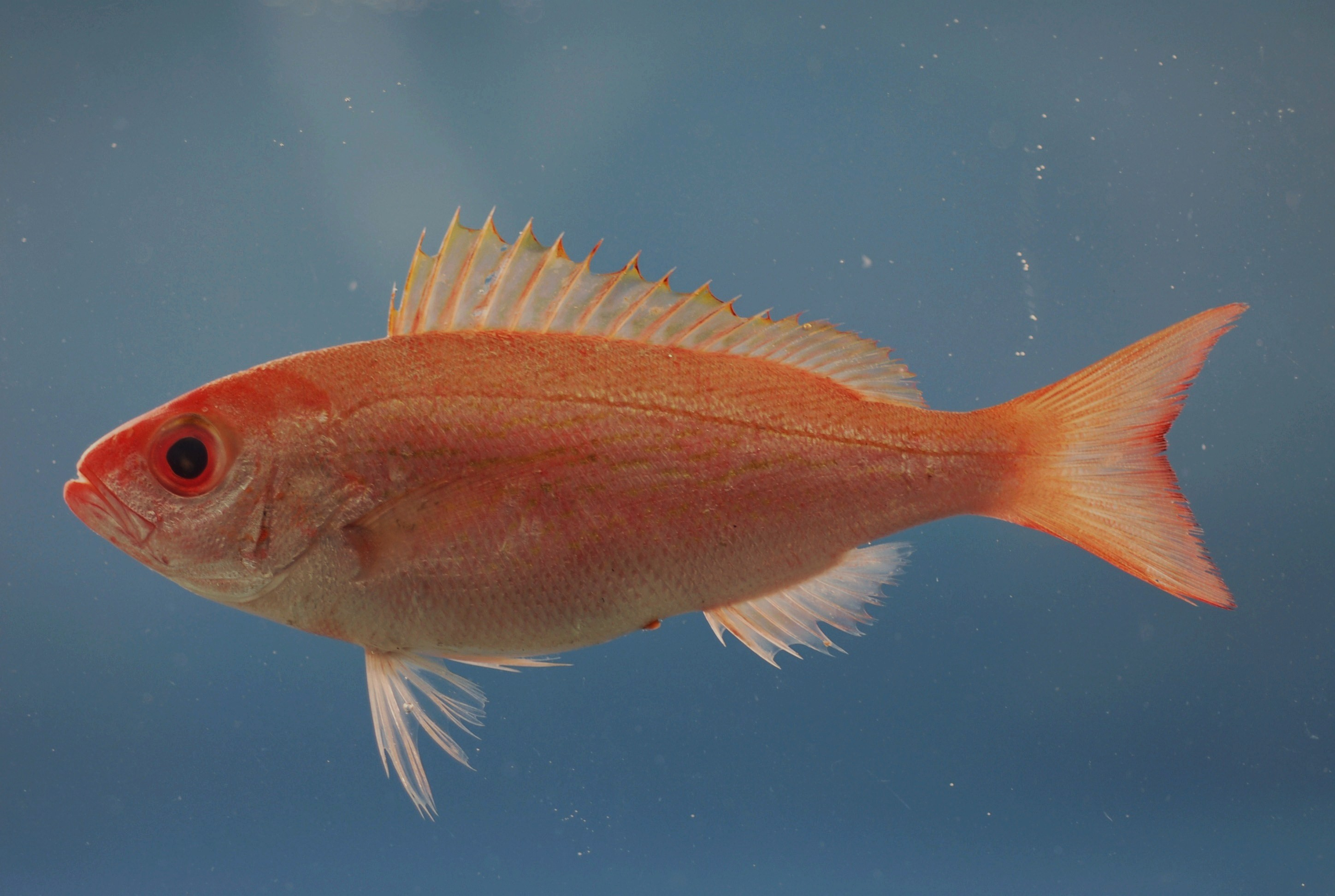
Rhomboplites aurorubens
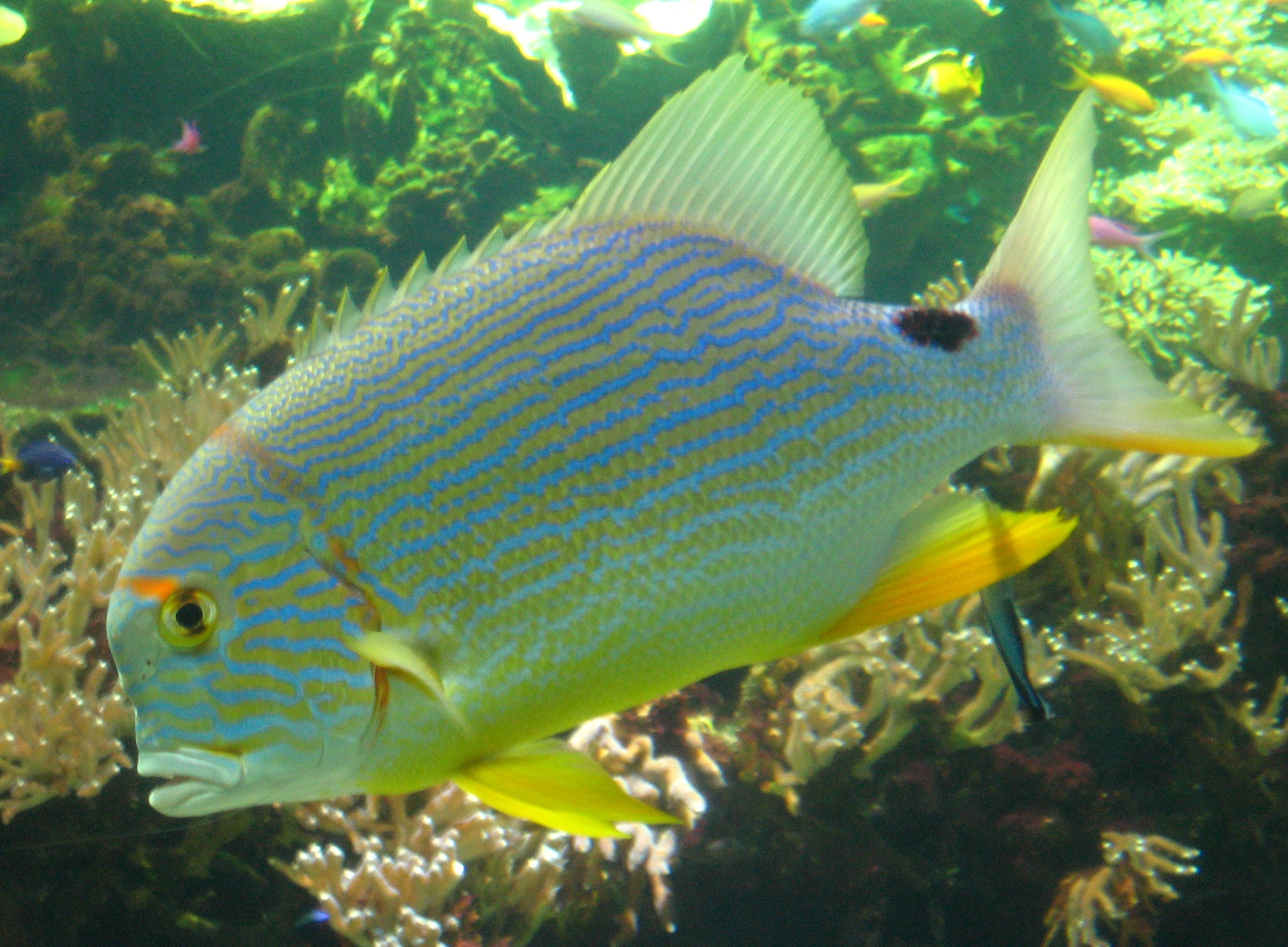
Symphorichthys spilurus